# Stazione di Les Noues
La stazione di Les Noues (in francese Gare des Noues) è una stazione ferroviaria situata nel comune di Goussainville, nel dipartimento della Val-d'Oise. prende il nome dal quartiere in cui si trova.

## Storia
La stazione è stata inaugurata nel 1964 in risposta all'aumento della popolazione della zona e al desiderio di una nuova stazione più vicina al centro di Goussainville.

## Movimenti
La stazione è servita dai treni della Linea RER D.